# Front Unit d'Alliberament Kuki
El Front Unit d'Alliberament Kuki (United Kuki Liberation Front, UKLF) és una organització kuki de Manipur que lluita per un estat separat kuki (Kukiland). Es va fundar el 29 de març de 2000. La branca armada és l'Exèrcit Unit d'Alliberament Kuki.
El comandant en cap és S.S. Haokip. Actua principalment al districte de Churachandpur a Manipur, i ocasionalment als districtes de Chandel i Senapati. Es finança amb contribucions de particulars i taxes de protecció.
A diferència d'altres grups està aliat al Consell Nacional Socialista de Nagalim el que li ha costat una escissió (Front/Exèrcit Unit d'Alliberament de les Minories).